# Inselberg

Der Uluru in Australien

Ein Inselberg ist in der Geomorphologie ein Einzelberg oder eine Berggruppe, die sich inselartig und unvermittelt aus einer Flachform erhebt. Es handelt sich um eine stehen gebliebene Restform auf einer durch Denudation tiefergelegten Rumpffläche. Ihre Entstehung läuft typischerweise in den semihumiden bis semiariden Klimaten der Tropen ab.
Die deutsche Bezeichnung Inselberg hat sich auch im angelsächsischen und frankophonen Sprachraum etabliert.
Unterschieden werden azonale Schildinselberge, die häufig im Zusammenhang mit Spülflächen entstehen, und zonale Inselberge, die bei der erosiven Rückverlegung einer Rumpffläche entstehen. Der Zuckerhut in Rio de Janeiro und der Uluṟu (Ayers Rock) im australischen Outback sind Schildinselberge (freigespültes, widerständiges, anstehendes Gestein).
Nicht zu den Inselbergen zählen freistehende Vulkane.

## Entstehung
In den wechselfeuchten Tropen mit einer starken chemischen Verwitterung während der heiß-feuchten Jahreszeit können Inselberge entstehen, wenn die Denudationsrate größer ist als die Verwitterungsrate. Bei einem Gleichgewicht beider Raten wird die Rumpffläche gleichmäßig tiefergelegt. Wo jedoch wegen lokal höherer Verwitterungsresistenz des Gesteins die Verwitterungsrate geringer ist, wird das anstehende Gestein an der Oberfläche von dem Verwitterungsmaterial (Regolith) entblößt. Da die Verwitterungsrate des entblößten Gesteins in der Folge noch geringer ist als mit einer feuchtigkeitsspeichernden Regolith-Auflage, kann die Abtragung dieses Härtlings mit der Tieferlegung der umliegenden Fläche nicht mehr Schritt halten – er wird zunehmend aus der Rumpffläche herausgearbeitet (Schildinselberg), wobei sich die Hänge oft zum Fuß hin versteilen und eine konvexe Form annehmen (z. B. Zuckerhut, Ayers Rock). In verschiedenen Klimazonen ergeben sich typische Hangprofile der Inselberge. Sowohl Inselberge als auch die Rumpfflächen, auf denen sie stehen, sind typische Skulpturformen. Das Material der Inselberge muss sich von dem der umliegenden Fläche nicht zwingend petrographisch unterscheiden, Abweichungen in der Verwitterungsresistenz können auch strukturbedingt sein, z. B. durch eine unterschiedlich engständige Klüftung.
Inselberge können auch in Gebieten mit starker Pedimentbildung nach einem anderen morphodynamischen Ablauf entstehen, nämlich durch seitliche Erosion des in der Regenzeit auf den Pedimenten abfließenden Wassers. Durch Rückschreiten dieser Erosion können aus einem Gebirgskomplex auf diese Weise einzelne Inselberge abgetrennt werden. Wenn eine ausgedehnte Rumpfstufe vom tieferen Niveau her durch rückschreitende Zertalung mit starker Pedimentation zerschnitten wird, können sich Reihen von abgetrennten Inselbergen bilden; man nennt sie zonale Inselberge im Gegensatz zu den azonalen Schildinselbergen.
Bedingt durch globale Klimaschwankungen sowie als Ergebnis der Kontinentaldrift können die im tropischen Klima angelegten Inselberge in Klimabereiche gelangen, in denen entweder weitgehende Formungsruhe herrscht oder in denen sie mit anderer Morphodynamik weitergeformt werden. Beispiele für den ersten Fall sind die Inselberge im vollariden Gebiet in Inneraustralien. In den Bereich des gemäßigten Klimas und – zwischenzeitlich während des Pleistozäns – des glazialen und periglazialen Klimas sind die Inselberge geraten, die im heutigen Mitteleuropa nachweisbar sind, zum Beispiel der Zobten mit seinen Nebengipfeln in der schlesischen Ebene. Als weiterentwickelte, unter tropischen Bedingungen angelegte Inselberge gelten auch die Tors in Nord-Kanada oder die Tunturi in Lappland.

## Vegetation

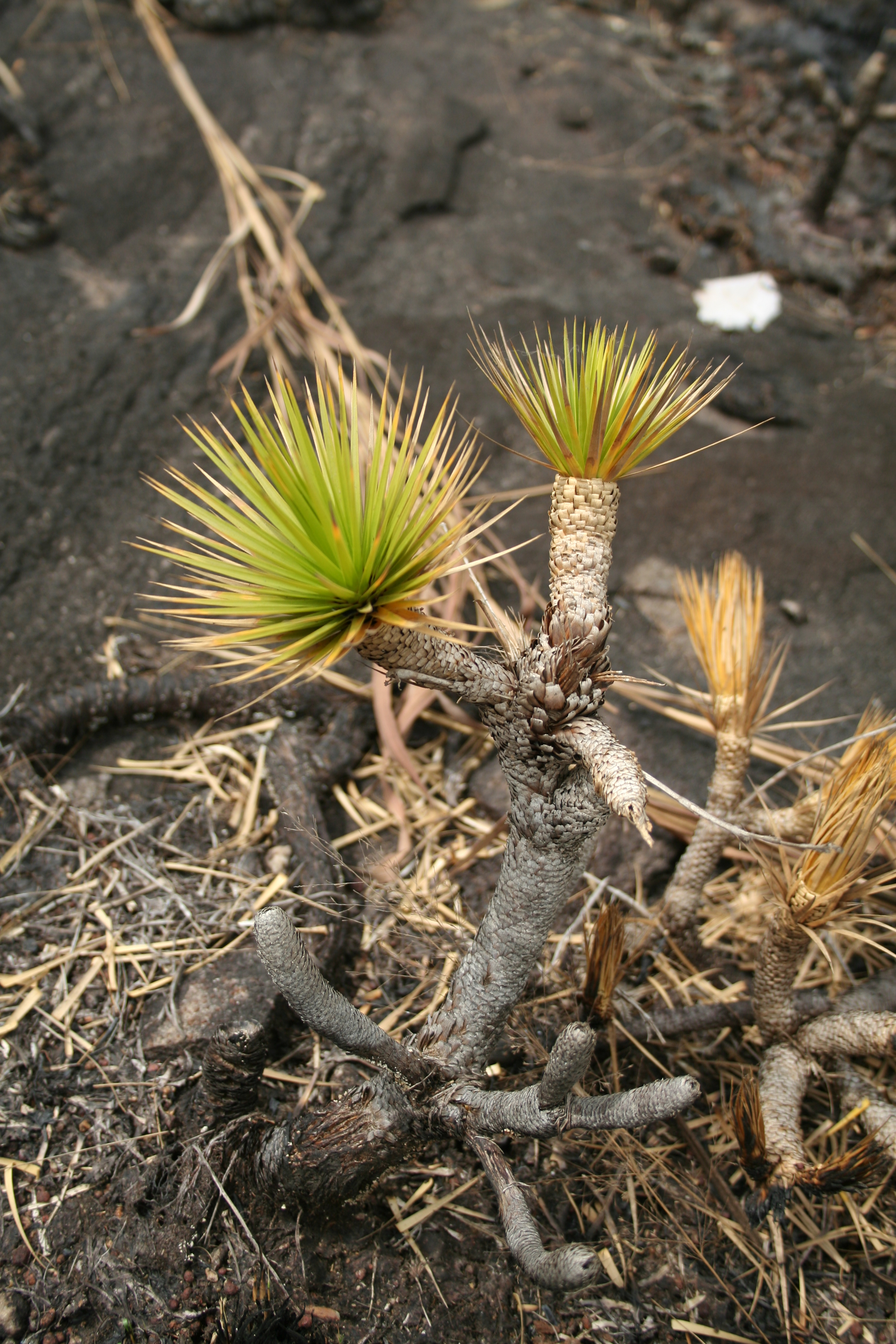
Microdracoides squamosus auf einem Inselberg bei Yaoundé (Kamerun)

Aufgrund ihrer Klima- und Bodenbedingungen können sich Inselberge deutlich von ihrer Umgebung unterscheiden. An Wasser- oder Nährstoffmangel angepasste Pflanzen wie etwa carnivore Pflanzen der Sonnentau- und Wasserschlauchgewächse oder austrocknungsresistente Pflanzen wie beispielsweise Afrotrilepis pilosa finden hier ihren Lebensraum, ebenso wasserspeichernde Blatt- und Stammsukkulente, in Südamerika oftmals Bromelien. Es gibt andererseits auch Wasserpflanzen in temporären Kleingewässern auf der Oberfläche von Inselbergen. Größere und höhere Inselgebirge werden in der Ökologie auch Sky Island („Himmelsinsel“) genannt.

## Name
Die Bezeichnung „Inselberg“, die Wilhelm Bornhardt 1898 bei seinen Forschungen in Ostafrika prägte, hat sich auch im angelsächsischen und frankophonen Sprachraum etabliert. Steilhängige kuppelförmige Inselberge, im deutschen Sprachraum auch Dom-, Glocken- oder Helmberg genannt, werden im angelsächsischen Raum als bornhardts bezeichnet.